# Jean-Charles de Borda
Jean-Charles de Borda, född 4 maj 1733, död 19 februari 1799, var en fransk matematiker, fysiker och statsvetenskaper.
de Borda var ingenjör och divisionschef i franska marinministeriet. Han behandlade frågor rörande sannolikhetskalkyl, variationskalkyl, differentialekvationer med mera. Han sysslade bland annat med ballistiska beräkningar med hänsyn tagen till luftmotståndet. Som grundare av den franska skeppsbyggnadsskolan, genom tekniskt-teoretiska fartygsundersökningar och genom instrumentkonstruktioner har de Borda haft stort inflytande på den franska sjöfartens utveckling.
de Borda namngav bland annat "Bordas regel", en approximativ formel för beräkning av en yta begränsad av en kroklinje. Han var även uppfinnare av Bordas cirkel, ett vinkelmätningsinstrument av samma beskaffenhet som spegelsextanten, där för undvikande av excentricitetsfel avläsningen görs med två diametralt motsatta nonier på en fullständig, graderad cirkelskala. de Borda tillhörde de båda kommissioner, som 1790 på uppdrag av franska vetenskapsakademin förberedde metersystemets införande. År 1770 formulerade han ett valsystem som fick namnet Bordaräkning.  Hans namn tillhör de 72 som är ingraverade på Eiffeltornet.